# Estádio Manoel Panelada
O Estádio Manoel Pereira de Sousa, popularmente conhecido como Estádio Manoel Panelada é um estádio de futebol localizado na cidade de Porto Franco, no estado brasileiro do Maranhão.

## Informações
O estádio está localizado na sede do município, no centro da cidade e tem capacidade para 5 mil torcedores. Pertence à Prefeitura Municipal. Além de receber os jogos dos clubes de futebol da região, também é utilizado para outras atividades culturais e esportivas. O nome do estádio é uma homenagem ao atleta Manoel Pereira de Sousa  (1937-2009). Embora tenha nascido em Colinas no Maranhão desde os quatro anos de idade Manoel Panelada, como era conhecido,  viveu em Porto Franco onde se destacou como um grande estimulador do esporte na cidade. Em 1950 fundou o clube de futebol Operário Futebol Clube de Porto Franco, onde atuava como dirigente e atleta, tendo se destacado como excelente zagueiro.
O jogo mais importante do estádio aconteceu em 10 de fevereiro de 2010 válido pela Copa do Brasil 2010, entre o time JV Lideral de Imperatriz - MA e a Associação Atlética Ponte Preta de Campinas - SP . O estádio sediou jogos de times ou combinados locais contra importantes equipes nacionais, tais como Sampaio Correa de São Luis-Maranhão, Vila Nova Futebol Clube de Goiânia-Goiás, Moto Club de São Luís-Maranhão, Goiânia Esporte Clube de Goiânia-Goiás, Araguaína Futebol e Regatas-TO e JV Lideral-MA, entre outros.